# Eoherpeton
Eoherpeton is een geslacht van uitgestorven tetrapoden die behoort tot de Reptiliomorpha. Hij leefde aan het einde van het Vroeg-Carboon (Viséen - Namurien, ongeveer 340 miljoen jaar geleden), en zijn overblijfselen zijn gevonden in Schotland.

## Naamgeving
De typesoort Eoherpeton watsoni werd in 1975 benoemd door Panchen. De geslachtsnaam is afgeleid van het Grieks èoos, 'dageraad' en herpeton, 'kruipend dier'. De soortaanduiding eert D.M.S. Watson.
Het holotype is RSM 1950.56.1, een schedel met onderkaken afkomstig van een onbekende vindplaats in Schotland.

## Beschrijving
Eoherpeton was ongeveer anderhalve meter lang en leek op een gigantische salamander: het lichaam was nogal langwerpig, terwijl de poten kort waren en aan de zijkanten van het lichaam waren geplaatst. De schedel daarentegen was robuust en bewapend met lange scherpe tanden, wat wijst op een uitgesproken roofzuchtige levenswijze. De schedel van de Eoherpeton vertoont enkele basale kenmerken, zoals het ontbreken van een duidelijke otische fossa, die duidelijk wijzen op de afwezigheid van een ontwikkeld trommelvlies. Waarschijnlijk voelde dit dier zich meer op zijn gemak in omgevingen met meren dan in typisch terrestrische milieus.

## Fylogenie
Vanwege enkele schedelkenmerken wordt Eoherpeton beschouwd als een basaal lid van de anthracosauriërs, een orde van basale tetrapoden vergelijkbaar met amfibieën, maar waarschijnlijk dichter bij de oorsprong van de reptielen. Het lijkt erop dat Eoherpeton binnen de classificatie van deze groep een basale positie had.